# La Seine
La Seine was een Amerikaanse rockgroep. De groep werd opgericht in 1975 en was rondom de zanger en producer Tom Seufert gevormd, die een jaar voor de oprichting nog een solo-single had uitgebracht. Een aantal bandleden zaten ook in de band Honk.
De band had een contract getekend bij Ariola America. De band nam één album op. Dit album, Like The River (in de Benelux uitgebracht op A&M Records), werd door Billboard positief ontvangen, het werd door het blad als verfrissend gezien, maar commercieel gezien werd het album een flop. De eerste single van de band was een cover van The Beatles, I'm Down geheten, maar wist geen tractie te krijgen. De tweede single Tango All Night werd uiteindelijk in Europa opgepakt, onder meer door Radio Mi Amigo. Het nummer kwam ook in de Radio Mi Amigo Top 50 terecht, waar het tot plek 28 kwam. De single bereikte ook de Nederlandse tipparade, waar het tot plek 7 kwam. De opvolgende single, It's A Pirate's Life wist geen hit te worden.
In 1977 ging de band uiteen. De bandleden gingen allen hun eigen weg, Tris Imboden werd drummer bij eerst de Kenny Loggins Band en daarna Chicago en Stephen Hague richtte Jules And The Polar Bears op en werd in de jaren 80 producer in Engeland. Voormalige The Beatles-lid Ringo Starr nam in 1977 een coverversie op van het nummer Tango All Night, verscheen op het album Ringo the 4th in 1978.

## Bandleden
- Tom Seufert - zang en gitaar (ook producer).
- Steve Hague - toetsen;
- Don Whaley - basgitaar;
- Tris Imboden - drums;
- Bob Easton - gitaarsynthesizer.

## Discografie

### Album
- Like The River (1976)

### Singles
| Single met eventuele hitnotering(en) in de Nederlandse Top 40 | Datum van verschijnen | Datum van binnenkomst | Hoogste positie | Aantal weken | Opmerkingen |
| ------------------------------------------------------------- | --------------------- | --------------------- | --------------- | ------------ | ----------- |
| I'm Down                                                      | 1976                  | -                     | -               |              |             |
| Tango All Night                                               | 1976                  | 30-10-1976            | tip             |              |             |
| It's A Pirate's Life                                          | 1976                  | -                     | -               |              |             |